# Uffe Steen

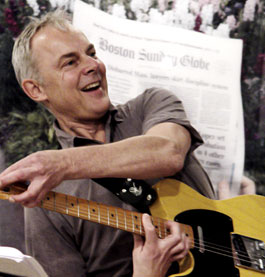
Uffe Steen

Uffe Steen (* 1954 in Odense) ist ein dänischer Jazz- und Bluesmusiker (Gitarre).

## Leben und Wirken
Steen tritt seit 1966 als Gitarrist auf. Vier Jahre lang studierte er zwischen 1972 und 1976 Klarinette am Fünischen Musikkonservatorium, um dann aber zur Gitarre zurückzukehren und fester Bestandteil der dänischen Jazzrockszene zu werden. Er leitete sein eigenes Uffe Steen Trio, mit dem er zwei Alben vorlegte, gehörte aber auch zu Gruppen wie Jens Jefsen Trio, Shades of Blue, The Blue Junction, Valdemar Rasmussen Trio, Indra oder Circles. Weiterhin arbeitete er mit Joey Baron, Jeff Ballard, Maria Bergman, Allan Botschinsky, Thomas Clausen, Hal Galper, Tim Hagans, Lars Jansson, Alex Acuña, David Liebman, Lars Møller, Alex Riel, Indra Rios-Moore, Bob Rockwell, Jimmy Smith, Bernard Purdie, Peter Vuust, Morten Ramsbøl und Hans Ulrik.
Steen ist seit 2009 als Gitarrendozent Mitglied im Lehrkörper des Jütländischen Musikkonservatoriums und hat mehrere Lehrbücher herausgegeben.
Steen wurde 2015 mit dem Ben Webster Prize ausgezeichnet.

## Diskografie
- 1990: Hymn to Spring
- 2002: Play (mit Adam Nussbaum und Lennart Ginman)
- 2005: Dust in My Coffee (mit Lennart Ginman und Adam Nussbaum)[1]
- 2010: Twangz (mit Thomas Sejthen und Jesper Bo Knudsen)
- 2020: Retroscope (mit Thomas Sejthen und Jesper Bo Knudsen)

## Schriften
- Elementær Blues (GUF 2001)
- Blues for begyndere og viderekomne (GUF 2001)
- JazzGuitar (GUF 2004)